# Suffolk Coastal
Suffolk Coastal è stato un distretto del Suffolk, Inghilterra, Regno Unito, con sede a Woodbridge.
Il distretto fu creato con il Local Government Act 1972, il 1º aprile 1974 dalla fusione del municipal borough di Aldeburgh con i distretti urbani di Felixstowe, Leiston-cum-Sizewell, Saxmundham e Woodbridge, col distretto rurale di Blyth ed il distretto rurale di Deben.

## Parrocchie civili
- Aldeburgh
- Alderton
- Aldringham cum Thorpe
- Badingham
- Bawdsey
- Benhall
- Blaxhall
- Blythburgh
- Boulge
- Boyton
- Bramfield
- Brandeston
- Bredfield
- Brightwell
- Bromeswell
- Bruisyard
- Bucklesham
- Burgh
- Butley
- Campsey Ash
- Capel St. Andrew
- Charsfield
- Chediston
- Chillesford
- Clopton
- Cookley
- Cransford
- Cratfield
- Cretingham
- Culpho
- Dallinghoo
- Darsham
- Debach
- Dennington
- Dunwich
- Earl Soham
- Easton
- Eyke
- Falkenham
- Farnham
- Felixstowe
- Foxhall
- Framlingham
- Friston
- Gedgrave
- Great Bealings
- Great Glemham
- Grundisburgh
- Hacheston
- Hasketon
- Hemley
- Heveningham
- Hollesley
- Hoo
- Huntingfield
- Iken
- Kelsale cum Carlton
- Kesgrave
- Kettleburgh
- Kirton
- Knodishall
- Leiston
- Letheringham
- Levington
- Linstead Magna
- Linstead Parva
- Little Bealings
- Little Glemham
- Marlesford
- Martlesham
- Melton
- Middleton
- Monewden
- Nacton
- Newbourne
- Orford
- Otley
- Parham
- Peasenhall
- Pettistree
- Playford
- Purdis Farm
- Ramsholt
- Rendham
- Rendlesham
- Rushmere St. Andrew
- Saxmundham
- Saxtead
- Shottisham
- Sibton
- Snape
- Sternfield
- Stratford St. Andrew
- Stratton Hall
- Sudbourne
- Sutton
- Swefling
- Swilland
- Theberton
- Thorington
- Trimley St. Martin
- Trimley St. Mary
- Tuddenham St. Martin
- Tunstall
- Ubbeston
- Ufford
- Walberswick
- Waldringfield
- Walpole
- Wantisden
- Wenhaston with Mells Hamlet
- Westerfield
- Westleton
- Wickham Market
- Witnesham
- Woodbridge
- Yoxford